# トワイライト スタジオ (アニメ制作会社)
トワイライト スタジオ（株式会社Twilight Studio、英: Twilight Studio inc.）は、日本のアニメ制作会社。

## 概要
2017年7月20日に設立、中編アニメーション映画『薄暮』の制作を目的として設立された。
設立当初は特に案内はされていなかったが、10月になって明らかにされた。
10月2日に公式ツイッター、11日に公式ウェブサイトが開設された。
4月28日に自社主催でいわき市生涯学習プラザにて「いわきタウンミーティング」というイベントを実施し、『薄暮』の製作スタッフによるトーク・意見交換会・アニメの制作資料の展示を行った。なお、このイベントは福島県在住者を参加対象としており、同県民のみで行われた。
9月26日に宇野常寛がホストを務める配信番組に山本寛がゲスト出演した際、『薄暮』が2019年初夏公開予定であることを公表した。
2019年9月に本社スタジオを置いていた小金井市東小金井5丁目39-11のオークラコーポが建て替えのため取り壊されたが、ホームページや登記簿の変更が行われなかったところから制作・事業活動を停止した模様。
2020年7月15日付で中野区東中野1-41-6 Casa Verde102号室への移転を登記、なおホームページの更新は行われていない。

## 活動履歴
- 『薄暮』（2019年6月21日全国公開）[5]